# Spitfire (comics)
Pour les articles homonymes, voir Spitfire.
Lady Jacqueline Falsworth Crichton, alias Spitfire est une super-héroïne créée par Marvel Comics. Elle est apparue pour la première fois dans Invaders #7, en 1976, sous son identité secrète. Elle est devenue Spitfire dans le numéro 12 de la série.

## Origine
Jacqueline Falsworth est la fille du premier Union Jack (Lord Falsworth). Elle reçut son don de super-vitesse après avoir été mordue par le Baron Blood et reçu une transfusion sanguine de la part de la Torche Humaine originelle. Elle prit le nom de Spitfire et rejoignit les Envahisseurs (Invaders).
Jacqueline épousa Lord Crichton, et le couple eut un fils, Kenneth. Kenneth fut un jour séduit par une vampire, la Baronnesse Blood, qui porta son fils. Kenneth devint un vampire et prit le nom de Baron Blood (allant même jusqu'à tuer son propre père, Lord Crichton), mais son amante le trahit et l'assassina. Depuis ce jour, la Baronne Blood est l'ennemie jurée de Spitfire.
Son pouvoir s'affaiblit avec les années, jusqu'à ce qu'elle reçoive une autre transfusion de la Torche. Cette seconde transfusion lui apporta une nouvelle jeunesse et un lien psychique avec la Torche. 
Plus tard, elle rejoignit les Nouveaux Envahisseurs (New Invaders), mais quitta l'équipe comme d'autres membres à la mort de la Torche. Elle eut une brève liaison avec Union Jack III (Joey Chapman), mais leur grande différence d'âge les fit rompre.
Elle rejoignit ensuite le MI-13 quand le Royaume-Uni fut envahie par les Skrulls (Secret Invasion). Lors d'un combat contre deux super-skrulls, elle donna la preuve qu'elle avait été affectée par une morsure dans un combat passé contre Baron Blood.

## Pouvoirs
- Spitfire possède le pouvoir de courir à très grande vitesse, et des réflexes accrus permettant cela. Quand elle est à pleine vitesse, l'air s'enflamme subitement derrière, pour s'éteindre aussitôt.
- Sa peau endurcie la protège de la friction engendrée par la vitesse.
- Dans un état de colère, Spitfire fait preuve de certaines qualités propres aux vampires, comme des crocs. Toutefois, elle n'a pas besoin de se nourrir de sang.
- C'est une pilote entraînée et une combattante exceptionnelle, grâce à son expérience due à sa longévité accrue.